# Laranja da Terra
Laranja da Terra é um município brasileiro do estado do Espírito Santo. Sua população estimada em 2022 era de 11.094 habitantes. Pertencia a Afonso Cláudio e se emancipou em 10 de maio de 1988.

## História
Antigamente, antes de 1870,
ainda sob a jurisdição do Porto do Cachoeiro de Santa Leopoldina, ao fazerem a
medição de terras e chegando perto de um córrego, depararam-se com um pé de
laranja de uma variedade muito rústica. Convencionou-se que se tratava de um pé
de laranja da terra. A partir daí o córrego recebeu este nome, mais tarde o
distrito e, por último, também o município recebeu este nome.
Antes de 1870, não se
tem registros de nomes de não indígenas que tenham morado ou passado por aqui.
Os índios que habitavam a região por essa época era os botocudos que se
caracterizavam pelo uso de batuques ou rodelas grandes de madeira introduzidas
em furos feitos artificialmente nos lóbulos das orelhas, nas narinas e,
sobretudo, no beiço inferior. Por volta de 1880, a última tribo ainda presente
e localizada na região da Barra do Taquaral não somava mais do que 30 famílias,
tribo esta comandada por um cacique não índio, vulgo Capitão Canjica, de cerca
de 60 anos de idade, que os índios teriam raptado quando menino nas imediações
de Vitória.  Esses índios com certeza tiveram contato anterior com não
índios, pois se denominavam com nomes como Andrade, André, Luiz, Rafael, João e
Joaquinzinho. Depois da morte de Canjica tornou-se cacique um índio de nome
Furizinho. E, sob o seu comando, essa tribo migrou para o lado do Bananal
(Baixo Guandu) de onde, depois de um assassinato de um não índio, se refugiou
nas matas ainda virgens do outro lado do Rio Doce. Esse depoimento foi dado por
Dona Elvira Rosa de Novais, sobrinha de Francisco Carlos de Almeida Rosa que em
1879 mudou de Carangola, Minas Gerais, para o Espírito Santo, e fixou
residência na Barra do Taquaral, onde também Elvira e sua família se fixaram
cinco anos depois.
O fato de se achar ainda
hoje na região do município de Laranja da Terra pedaços de panelas de cerâmica,
machadinhos e pontas de flechas de pedra, nos faz crer que antes dos botocudos
eram tribos dos índios goytacazes tupiniquins que transitavam nesta região.
A partir de 1856, com a
criação da Colônia de Santa Leopoldina, e 1875, com a criação da Colônia de
Santa Teresa, começou-se a abrir o caminho para que fazendeiros, principalmente
mineiros, e outros aventureiros entrassem para desbravar as matas ainda quase
virgens das regiões do Rio Guandu e do Rio Santa Joana. E é, então, na região
do Médio Guandu, que hoje compreende o município de Laranja da Terra, que entre
os anos de1870 a 1880 instalam-se algumas das fazendas. A saber:
a) a de Leopoldino
Antonio dos Santos ou Leopoldino “O Bravo”, fluminense que lutou na Guerra do
Paraguai e que recebeu do Governo do Estado, como recompensa por seus atos de
bravura e dinamismo, uma grande quantidade de terras nas imediações da atual
sede municipal;
b) a do mineiro, de
Carangola/MG, Francisco Carlos de Almeida Rosa, que se instalou na Barra do
Taquaral, hoje pertencente ao Distrito de Joatuba;
c) a de Domingos José
Vieira, que se instalou na cabeceira do Ribeirão do Bom Jesus;
d) e a de um fazendeiro que
se instalou numa fazenda nos arredores de São Luiz de Miranda, alongando-se até
a Barra do Lagoa (km 18).
Além dos fazendeiros,
instalaram-se também na região do Médio Guandu, ainda em fins do século XIX,
pessoas de diversas origens nas novas glebas de colonização atrás de terras do
governo, entre elas muitas da raça negra em virtude da abolição da escravatura,
inclusive vindas do nordeste brasileiro, como Ceará e Sergipe, que faziam pequenas
derrubadas para plantios de lavouras de subsistência e de café. E o italiano
Valentim Perozini que se instalou no lugar, hoje, São Luiz de Miranda,
comprando uma fazenda nas imediações e que, mais tarde (1921), montou um
comércio na beira do Rio Guandu, perto da ponte, onde hoje se localiza a sede
do município de Laranja da Terra. Era casado com Rosa Dominicini e o casal teve
oito filhos.
As primeiras famílias
de descendência alemã e pomerana vieram para a região do Médio Guandu a partir
de 1901 na Barra do Crisciúma provenientes do então Município de Cachoeiro de
Santa Leopoldina, das regiões de Rio Farinha, Caramuru, Jequitibá, Santa Maria
de Jetibá, etc.  Foram as famílias pioneiras de Emil Holz, Ulrich
Liebmann, Alberto Schroeder, Fritz Zeckel e Gustav Liebmann, entre outras.
No mesmo período algumas
famílias, também descendentes de alemães e pomeranos, pertencentes à Igreja
Adventista do Sétimo Dia, se fixaram nas imediações da atual sede do município
de Laranja da Terra, provavelmente no Córrego do Laranjinha.
Portanto, os primeiros
núcleos de colonização pomerana e alemã instalaram-se nas regiões de Barra do
Crisciúma, Córrego do Crisciúma, Aventureiro e Alto Crisciúma, a partir de
1901. Mais tarde também nas regiões de Jequitibá Pequeno e Volta Grande. Todos
no Distrito de Bom Jesus, hoje Sobreiro. Na mesma época também se instalaram os
núcleos de colonização alemã e pomerana nas regiões do Córrego do Taquaral e do
Picadão, hoje pertencente ao distrito de Joatuba.
E a partir de 1910
instalou-se o núcleo de colonização pomerana e alemã no atual distrito de Vila
de Laranja da Terra, com a vinda dos irmãos Seibel, que vieram de Alto Santa
Joana (hoje município de Itarana) e se fixaram no vale do Córrego de Laranja da
Terra.
Em junho de 1915, a
comunidade luterana inaugura a sua 1ª capela, de construção simples, sem torre
e nem sino. Consta que, nesta época, era proibido, por lei, que igrejas
protestantes construíssem templos com torres.
Nesta época também se
instalaram núcleos de colonização pomerana no Córrego da Laranjinha, no Córrego
do Machadinho e, beirando o Rio Guandu, no Mato Campo. E, bem mais tarde
(depois de 1920) os descendentes pomeranos também se instalaram nas regiões de São
Luiz de Miranda, do Córrego da Perdida, do Córrego da Timbuva, e da Barra da
Lagoa (km 18).
Em 1929, era, então,
inaugurada a nova igreja, de construção mais sofisticada, com altar, pia
batismal, torre e sino. É mais ou menos desta época a construção da Igreja
Católica. Existiam, até então, duas casas de comércio e cinco residências. Uma
única rua margeava o rio, sendo parte da estrada para Sobreiro. Em 1935, foi
feita uma demarcação, situando a rua principal onde hoje está localizada.
Por esta época foram
instalados o cartório e outros serviços, como a coletoria. Não existiam, ainda,
escolas e postos de saúde. As professoras lecionavam em casas cedidas pela
comunidade. Alguns anos mais tarde era construída uma escola com três salas
separadas.
A grande maioria dos
descendentes pomeranos e alemães vieram da região que hoje engloba os
municípios de Santa Leopoldina e Santa Maria de Jetibá.
Um pequeno grupo de
descendentes de italianos, vindos provavelmente da região da Colônia de Santa
Teresa, instalou-se no início do século na região do Córrego do Taquaral.
Destacam-se entre as famílias pioneiras as de Anselmo Armani, Paschoal Rizzi e
Guido Adami.
Em 27 de junho de 2008 a língua pomerana foi cooficializada no município.

## Subdivisões

### Distritos
| Distrito            | População |
| ------------------- | --------- |
| Joatuba             | 2938      |
| Laranja da Terra    | 3719      |
| São Luiz de Miranda | 873       |
| Sobreiro            | 3 404     |

## Demografia
A maioria da população é descendente de alemães, pomeranos e Africanos.
| Cor/Raça | Percentagem |
| -------- | ----------- |
| Brancos  | 72,4%       |
| Negros   | 4,2%        |
| Pardos   | 23,0%       |
| Amarelos | 0,4%        |

Fonte: Censo 2010

## Religião
Religiões em Laranja da Terra (2010)
Segundo o Censo do Instituto Brasileiro de Geografia e Estatística (IBGE), em 2010, 71,75%  da população do município era evangélica, 25,79% eram católicos romanos e 2,46% não tinha religião.

### Protestantismo
Laranja da Terra é um dos dois municípios do Espírito Santo em que o Protestantismo forma a maioria da população, junto com Santa Maria de Jetibá .
Detre as denominações protestantes em Santa Maria de Jetibá, a maioria da população é luterana, cerca de 53,25% da população do município. Os adventistas constituem 14,77%, ou pentecostais constituem 2,74% e os batistas são 0,69% da população.

## Ver Também
- Rio Doce